# Conseil du Jura bernois
Der Conseil du Jura bernois (CJB, deutsch Bernjurassischer Rat, BJR) ist ein 2006 geschaffenes Regionalparlament für den Berner Jura im Kanton Bern in der Schweiz und das erste Regionalparlament der Schweiz. Sein Sitz befindet sich in La Neuveville. Der CJB wurde gegründet, um die Präsenz der französischsprachigen Minderheit im politischen Leben des Kantons zu verstärken und ihre kulturellen Besonderheiten zu erhalten.

## Wahlmodus
Die 24 Mitglieder des CJB werden von den Wahlberechtigten der Verwaltungsregion Berner Jura für vier Jahre im Proporzsystem gewählt. Dabei sind die Sitze unter den ehemaligen Amtsbezirken wie folgt aufgeteilt: 11 Sitze für den Amtsbezirk Moutier, 10 für den Amtsbezirk Courtelary und 3 für den Amtsbezirk La Neuveville. Die rechtliche Grundlage bildet das Loi sur le statut particulier vom 13. September 2004.
Die französischsprachige Bevölkerung in Biel/Bienne und Leubringen/Evilard ist bei der Wahl des CJB nicht wahlberechtigt, sondern wählt ihre eigene Regionalvertretung, den Conseil des affaires francophones du district bilingue de Bienne

## Zuständigkeit
Der CJB entscheidet über die Verteilung der kantonalen Subventionen für den Kulturbereich der Region und wählt die Repräsentanten des Kantons Bern in den interkantonalen Einrichtungen der Romandie. Er ist zudem ermächtigt, direkt mit den Behörden des Kantons Jura zu verhandeln, soweit die gemeinsamen Geschäfte der beiden Kantone Bern und Jura betroffen sind. Der Grosse Rat bleibt aber die für den ganzen Kanton Bern inklusive Berner Jura zuständige Legislative; in diesem kommen dem Berner Jura 12 Sitze zu.

## Sitzverteilung

### Wahlen 2006
- PSA: 4
- AJU: 2
- SP: 5
- EVP: 1
- CVP/LPS: 2
- FDP: 5
- SVP: 5

|  | Partei                                                          | Abkürzung | Position in der Jurafrage | Politische Orientierung    | Prozent der Stimmen | Anzahl Sitze |
|  | --------------------------------------------------------------- | --------- | ------------------------- | -------------------------- | ------------------- | ------------ |
|  | Parti socialiste                                                | PSJB      | berntreu                  | sozialdemokratisch         | 21,94 %             | 5            |
|  | Union démocratique du centre                                    | UDC JB    | berntreu                  | konservativ                | 18,72 %             | 5            |
|  | Parti libéral-radical                                           | PLRJB     | berntreu                  | liberal                    | 18,03 %             | 5            |
|  | Parti socialiste autonome du Sud du Jura                        | PSA-SJ    | separatistisch            | sozialdemokratisch         | 15,03 %             | 4            |
|  | Alliance Jurassienne                                            | AJU       | separatistisch            | sozialdemokratisch         | 8,56 %              | 2            |
|  | Parti démocrate-chrétien du Sud du Jura Parti Libéral Jurassien | PDC PLJ   | separatistisch            | christdemokratisch/liberal | 8,08 %              | 2            |
|  | Parti évangélique                                               | PEV JB    | berntreu                  | christliche Mitte          | 5,64 %              | 1            |
|  | Union démocratique fédérale                                     | UDF       | berntreu                  | christlich-konservativ     | 3,98 %              | 0            |

### Wahlen 2010
- Grüne: 2
- PSA: 4
- AJU: 1
- SP: 4
- EVP: 1
- CVP/LPS: 1
- BDP: 1
- FDP: 3
- SVP: 7

|  | Partei                                                          | Abkürzung | Position in der Jurafrage | Politische Orientierung    | Prozent der Stimmen | Anzahl Sitze |
|  | --------------------------------------------------------------- | --------- | ------------------------- | -------------------------- | ------------------- | ------------ |
|  | Union démocratique du centre                                    | UDC JB    | berntreu                  | konservativ                | 23,46 %             | 7 (+ 2)      |
|  | Parti socialiste                                                | PSJB      | berntreu                  | sozialdemokratisch         | 16,00 %             | 4 (− 1)      |
|  | Parti socialiste autonome du Sud du Jura                        | PSA-SJ    | separatistisch            | sozialdemokratisch         | 13,43 %             | 4 (± 0)      |
|  | Parti libéral-radical                                           | PLRJB     | berntreu                  | liberal                    | 15,90 %             | 3 (− 2)      |
|  | Les Verts                                                       | Verts JB  | neutral                   | links-grün                 | 9,60 %              | 2 (+ 2)      |
|  | Parti bourgeois démocratique                                    | PBD JB    | berntreu                  | konservativ                | 5,56 %              | 1 (+ 1)      |
|  | Alliance Jurassienne                                            | AJU       | separatistisch            | sozialdemokratisch         | 5,00 %              | 1 (− 1)      |
|  | Parti évangélique                                               | PEV JB    | berntreu                  | christliche Mitte          | 4,86 %              | 1 (± 0)      |
|  | Parti démocrate-chrétien du Sud du Jura Parti Libéral Jurassien | PDC PLJ   | separatistisch            | christdemokratisch/liberal | 2,76 %              | 1 (− 1)      |
|  | Union démocratique fédérale                                     | UDF       | berntreu                  | christlich-konservativ     | 3,36 %              | 0 (± 0)      |

### Wahlen 2014
- Grüne: 1
- PSA: 4
- SP: 6
- EVP: 1
- CVP/LPS: 1
- FDP: 3
- SVP: 8

|  | Partei                                                          | Abkürzung | Position in der Jurafrage | Politische Orientierung    | Prozent der Stimmen | Anzahl Sitze |
|  | --------------------------------------------------------------- | --------- | ------------------------- | -------------------------- | ------------------- | ------------ |
|  | Union démocratique du centre                                    | UDC JB    | berntreu                  | konservativ                | 25,32 %             | 8 (+ 1)      |
|  | Parti socialiste                                                | PSJB      | berntreu                  | sozialdemokratisch         | 24,48 %             | 6 (+ 2)      |
|  | Parti libéral-radical                                           | PLRJB     | berntreu                  | liberal                    | 16,08 %             | 3 (± 0)      |
|  | Parti socialiste autonome du Sud du Jura                        | PSA-SJ    | separatistisch            | sozialdemokratisch         | 9,52 %              | 4 (± 0)      |
|  | Les Verts                                                       | Verts JB  | neutral                   | links-grün                 | 5,38 %              | 1 (− 1)      |
|  | Parti évangélique                                               | PEV JB    | berntreu                  | christliche Mitte          | 4,35 %              | 1 (± 0)      |
|  | Parti démocrate-chrétien du Sud du Jura Parti Libéral Jurassien | PDC PLJ   | separatistisch            | christdemokratisch/liberal | 3,38 %              | 1 (± 0)      |
|  | Parti bourgeois démocratique                                    | PBD JB    | berntreu                  | konservativ                | 4,60 %              | 0 (− 1)      |
|  | Les Vert'libéraux                                               | PVLJB     | neutral                   | grüne Mitte                | 4,18 %              | 0 (± 0)      |
|  | Union démocratique fédérale                                     | UDF       | berntreu                  | christlich-konservativ     | 2,67 %              | 0 (± 0)      |

### Wahlen 2018
- Grüne: 3
- PSA: 3
- SP: 5
- CVP/LPS: 1
- FDP: 5
- SVP: 7

|  | Partei                                                              | Abkürzung | Position in der Jurafrage | Politische Orientierung    | Prozent der Stimmen | Anzahl Sitze |
|  | ------------------------------------------------------------------- | --------- | ------------------------- | -------------------------- | ------------------- | ------------ |
|  | Union démocratique du centre                                        | UDC JB    | berntreu                  | konservativ                | 25,66 %             | 7 (−1)       |
|  | Parti socialiste                                                    | PSJB      | berntreu                  | sozialdemokratisch         | 22,10 %             | 5 (−1)       |
|  | Parti libéral-radical                                               | PLRJB     | berntreu                  | liberal                    | 16 %                | 5 (+2)       |
|  | Les Verts                                                           | Verts JB  | neutral                   | links-grün                 | 15,13 %             | 3 (+2)       |
|  | Parti socialiste autonome du Sud du Jura                            | PSA-SJ    | separatistisch            | sozialdemokratisch         | 9,83 %              | 3 (−1)       |
|  | Parti évangélique                                                   | PEV JB    | neutral                   | christliche Mitte          | 5,20 %              | 0 (−1)       |
|  | Parti démocrate-chrétien du Sud du Jura Mouvement Libéral Jurassien | PDC MLJ   | separatistisch            | christdemokratisch/liberal | 4,03 %              | 1 (± 0)      |
|  | Union démocratique fédérale                                         | UDF       | berntreu                  | christlich-konservativ     | 2,03 %              | 0 (±0)       |

### Wahlen 2022
Nach der Abstimmung um den Kantonswechsel von Moutier (2021) gilt die Jurafrage als gelöst. Mit Ausnahme der Sektionen in Moutier – die vor dem Kantonswechsel zum letzten Mal antreten – gaben die Parteien PSA (neu ES) und PDC (neu Le Centre) ihre separatistischen Positionen auf. 
- Grüne: 3
- PSA/ES: 4
- SP: 3
- EVP: 1
- Mitte: 1
- FDP: 3
- SVP: 8
- EDU: 1

|  | Partei                                                     | Abkürzung | Politische Orientierung | Prozent der Stimmen | Anzahl Sitze |
|  | ---------------------------------------------------------- | --------- | ----------------------- | ------------------- | ------------ |
|  | Union démocratique du centre                               | UDC JB    | konservativ             | 30,7 %              | 8 (+1)       |
|  | Parti socialiste autonome – Moutier Ensemble socialiste    | PSA-SJ ES | sozialdemokratisch      | 14,5 %              | 4 (+1)       |
|  | PLR.Les Libéraux-Radicaux                                  | PLRJB     | liberal                 | 14,2 %              | 3 (−2)       |
|  | Parti socialiste                                           | PSJB      | sozialdemokratisch      | 13,0 %              | 3 (−2)       |
|  | Les Vert·e·s                                               | Verts JB  | links-grün              | 12,4 %              | 3 (±0)       |
|  | Le Centre – Avenir Moutier Le Centre – Avenir Jura bernois | LC        | christdemokratisch      | 5,2 %               | 1 (± 0)      |
|  | Parti évangélique                                          | PEV JB    | christliche Mitte       | 5,0 %               | 1 (+1)       |
|  | Union démocratique fédérale                                | UDF       | christlich-konservativ  | 2,7 %               | 1 (+1)       |
|  | Vert’libéraux Jura bernois                                 | PVL JB    | grün-liberal            | 1,7 %               | 0 (±0)       |
|  | Parti Vert Alternatif                                      | PVA       | links-grün              | 0,6 %               | 0 (±0)       |